# Cruriraja cadenati
Espèce
Statut de conservation UICN

 DD  : Données insuffisantes
Cruriraja cadenati est une espèce de raie.